# Formica angustata
Formica angustata é uma espécie de formiga do gênero Formica, pertencente à subfamília Formicinae.